# دين غيركين
دين غيركين (بالإنجليزية: Dean Gerken)‏ (22 مايو 1985 في المملكة المتحدة - ) هو لاعب كرة قدم بريطاني في مركز حراسة المرمى. لعب مع إيبسويتش تاون وكولتشستر يونايتد ونادي بريستول سيتي ودارلينجتون إف سى.

## وصلات خارجية
- دين غيركين على موقع قاعدة بيانات كرة القدم.إي يو (الإنجليزية)
- دين غيركين على موقع Soccerbase.com (لاعب) (الإنجليزية)